# La Galicia Literaria
La Galicia Literaria fue una efímera asociación de gallegos residentes en Madrid con inquietudes literarias. Tuvo actividad desde septiembre de 1875 y, tras sus escasos cinco meses de andadura, se disolvió. Pese a su corta existencia, La Galicia Literaria forma parte del acervo cultural y literario de la Galicia de finales del siglo XIX por la relevancia de sus miembros.

## Historia
Su fundador fue el poeta vigués Teodosio Vesteiro Torres. La primera reunión se celebró el 20 de septiembre de 1875 y el objetivo principal de esta Asociación, según rezaban sus estatutos, era:

...Estrechar más y más sus vínculos de afecto, estimularse mutuamente al cultivo de las Bellas Letras, y constituir un centro de buenos gallegos que trabajasen aquí (en Madrid) por la honra y prosperidad del país en la esfera propia de sus facultades.

En enero de 1876 se realizaría un añadido a las bases para extrapolar sus objetivos al ámbito de las Ciencias. Su primer presidente fue Francisco Añón y su secretario, el fundador Teodosio Vesteiro Torres. Se reunían en sesiones ordinarios los días 10, 20 y 30 de cada mes, y realizaban algunas reuniones extraordinarias con motivo de la celebración de alguna efemérides destacada de índole cultural. En estas sesiones se hablaba y discutía de literatura y sus miembros leían sus trabajos al resto de sus compañeros. De esta asociación saldrían algunas publicaciones.
Pero la paz no duraría mucho, pues la diferencia de caracteres e ideologías políticas generó en el seno de la asociación algunas disensiones que provocaron la disolución de la misma. El incidente más grave se produjo cuando unos miembros, entre ellos Manuel Curros Enríquez y Jesús Muruais, propusieron la publicación de un libro titulado Los gallegos pintados por sí mismos, una especie de recopilación de tipos gallegos. Andrés Muruais y Francisco Añón rechazaron la idea, argumentando que la naturaleza de la obra se prestaba a mostrar una Galicia estereotipada y por lo tanto la imagen que el libro pudiese dar, sería muy negativa. Esta disputa casi llega a las manos. Desde ese día la asociación fue a menos y Teodosio Vesteiro Torres escribió la última anotación en el libro de actas el 30 de enero de 1876

## Miembros
| Nombre                          | Datos                                               | Firma | Foto | Obra destacada                                          |
| ------------------------------- | --------------------------------------------------- | ----- | ---- | ------------------------------------------------------- |
| Teodosio Vesteiro Torres        | (Vigo, 12/6/1847 - Madrid, 12/6/1876)               |       |      | Galería de gallegos ilustres                            |
| Francisco Añón Paz              | (Outes, 9/10/1812 - Madrid, 20/4/1878)              |       |      | Poesías gallegas y castellanas                          |
| Manuel Curros Enríquez          | (Celanova, Orense; 15/9/1851 - La Habana, 7/3/1908) |       |      | Aires da miña terra                                     |
| Celso García de la Riega        | (Pontevedra, 26/8/1844 - Pontevedra, 3/2/1914)      |       |      | Colón pontevedrés                                       |
| Andrés Muruais Rodríguez        | (Pontevedra, 20/11/1851 - Pontevedra, 21/10/1882)   |       |      | La hija del timonel                                     |
| Jesús Muruais Rodríguez         | (Pontevedra, 23/12/1852 - Pontevedra, 1903)         |       |      | Cuentos soporíferos                                     |
| Luís Taboada y Coca             | (Vigo, 6/10/1848 - Madrid, 18/2/1906)               |       |      | Afinador y mártir                                       |
| Arturo Vázquez Núñez            | (Ourense, 15/11/1852 - Ourense 2/3/1907)            |       |      | Iglesias románicas de la provincia de Orense            |
| Emilia Calé Torres              | (La Coruña, 12/2/1837 - Madrid,18/9/1908).          |       |      | Crespusculares                                          |
| José Novo y García              | (Ferrol ?? - Coruña 18/10/1898)                     |       |      | Por Galicia (cuartillas y apuntes)                      |
| Cecilio Gómez Labrada           |                                                     |       |      |                                                         |
| Emilio Núñez Couto              |                                                     |       |      |                                                         |
| Victorino Novo y García         | (Ferrol ?? - Coruña 26/11/1899)                     |       |      | Historia de Ferrol                                      |
| Evaristo Vázquez Reyes          |                                                     |       |      |                                                         |
| Felipe Neri Vázquez Vázquez     |                                                     |       |      |                                                         |
| Lorenzo Gómez Quintero y Morado | (?? - Madrid 23/11/1906)                            |       |      | La escritura y la imprenta desde sus primitivos tiempos |
| Juan Benito Álvarez Mera        |                                                     |       |      | Juventud católica de Tuy (revista)                      |
| Manuel Rey de Rey               |                                                     |       |      |                                                         |